# Vasto
Vasto (Græsk: Ἱστόνιον; Latin: Histonium, Istonium og Histonios; tidligere også omtalt som Guastaymonis, Il Vasto og Il Vasto d'Ammone) er en by ved Adriaterhavets kyst i provinsen Chieti i det sydlige Abruzzo i Italien. Indbyggertallet er 37.092.

## Historie
Ifølge overleveringen blev byen grundlagt af den græske helt Diomedes. De tidligste arkæologiske fund stammer fra omkring 1300 f.Kr. og de påviser den første bosætning på stedet.
Under navnet Histonium var byen en af de vigtigste i Frentaner-stammens område. Byens tilknytning til frentanerne bekræftes af et antal af antikkens geografer, og af Liber Coloniarum fremgår det, at den fik en romersk koloni, formentlig under Julius Caesar. Den fik imidlertid aldring rang som colonia, men forblev municipium, hvilket fremgår af lokale inskriptioner.  De samme kilder vidner om, at byen under Romerriget har været en blomstrende og velhavende by. Der er fundet rester af et teater, bade og andre offentlige bygninger, foruden mosaikker, statuer og søjler af granit og marmor. Der er derfor næppe tvivl om, at byen i denne periode var den vigtigste af Frentaner-stammens ´bosættelser. (Romanelli, vol. iii. s. 32.) Blandt de mange inskriptioner, der er fundet på stedet, er der en kuriøs beretning, der fortæller om L. Valerius Pudens, der i en alder af 13 år vinder prisen for latinsk poesi i Jupiter-templet i Rom.  Navnet Histonium bruges fortsat i de romerske vejbeskrivelser fra det 4. århundrede og byen fortsatte sikkert med at eksistere, skønt den blev plyndret med jævne mellemrum af Goterne, Langobarderne, Frankerne og Araberne.
Histonium har ingen naturlig havn, blot en ankerplads ved kysten, og byen ligger godt en kilometer inde i landet. Det kan ikke afvises, at den i sine velmagtsdage gjorde brug af den naturlige havn ved Punta della Penna, omkring 7 km mod nord, hvor der er god ankerplads, og hvor man faktisk har fundet flere romerske efterladenskaber.

### Efter romertiden
Efter det Vestromerske riges sammenbrud, blev byen indtaget af langobarderne, og derefter af frankerne, der ødelagde byen i 802. Rettighederne over området blev senere givet til statholderen ("gastaldo") i Dordona, Aimone. Han genopbyggede byen og den blev omkring år 1076 opkaldt efter ham som Guasto d'Aymone, der senere blev til det mere mundrette Vasto. (Gastaldo blev til Guasto, der blev til Vasto.) I perioden fra det 9. til det 14. århundrede blev byen flere gange overfaldet og ødelagt, først af araberne, og senere af ungarerne. Nye angreb fulgte fra kroaterne i 1194 og fra Venedig i 1240. Byen var en del af det område i Syditalien, der i det 12. århundrede indgik i det normanniske kongerige Sicilien, og som senere fulgte med over i Kongeriget Napoli.
I det 15. århundrede blev byens forsvarsværker kraftigt udbygget af den lokale lensmand, condottiere Giacomo Caldora. Caldora-familien byggede de bymure, der stadig ses i dag i form af tårnene Torre Bassano i Piazza Rossetti, Torre Diomede i Vico Storto del Passero, Torre Diamante i Piazza Verdi, byporten Porta Catena og fæstningen Castello Caldoresco, som var byens defensive forpost.
Efter at kongeriget Napoli var kommet under spansk herredømme, blev den spanske D'Avalos-familie forlenet med Vasto. D'Avalos-familien byggede blandt andet D'Avalos-paladset, der blev ødelagt af tyrkerne i 1566, men derefter genopført i renæssance-stil. Denne og andre smukke bygninger betød, at Vasto på den tid fik tilnavnet "Abruzzo's Athen". Byens storhedstid kom i perioden 1697-1729, da Cesare Michelangelo var marquis af d'Avalos.
I 1938, under fascisternes styre af Italien, blev det bestemt, at byen skulle hedde Istonio, en reference til dens gamle latinske navn Histonium. I 1944 blev navnet Vasto genindført.
Byen er flere gange blevet ramt af jordskælv. Det seneste kom i 1956, men har dog ikke forhindret Vastos udvikling efter 2. verdenskrig. Byen har både fået mere industri, og er begyndt at satse på turisme, dels ved strandene ved Marina di Vasto lidt syd for byen og dels ved afdækning og udstilling af mange af bygningerne fra romertiden. Vasto er desuden blevet hjemsted for Harvard University's sommerprogram i Abruzzo, der er et intensivt italiensk-kursus for studerende på Harvard.

## Befolkningsudvikling
Indbyggertallet i Vasto er mere end tre-doblet siden Italiens samling i 1861.

## Eksterne links
- Kommunens webside
- Nyheder og tv fra Vasto i Italien Arkiveret 13. oktober 2008 hos  Wayback Machine